# Pekelharing (Frans Hals)
Pekelharing, ook geschreven als Peeckelhaeringh, is een schilderij van Frans Hals. Het werk, dat hij omstreeks 1630 schilderde, maakt deel uit van de collectie van de Gemäldegalerie Alte Meister in Schloss Wilhelmshöhe in Kassel.

## Voorstelling
Pekelharing was een typisch personage uit het kermistoneel van de zeventiende eeuw. Rond 1615 in Nederland geïntroduceerd door Engelse komedianten, speelde hij een hoofdrol in hun korte musicals ('jigs'). Pekelharing stond bekend om zijn clowneske gedrag en onverzadigbare dorst. Zijn naam verwijst naar de zoute haring die hij at, waardoor hij voortdurend zijn keel moest spoelen. Met zijn jas met grote knopen, snor en korte baard bespeelde hij het publiek in de hoop op een goede fooi. Ook op Hals' schilderij kijkt hij de toeschouwer grijnzend aan, terwijl hij zijn lege bierkan laat zien.  
Frans Hals legde dezelfde pekelharing op nog een schilderij vast dat zich in Leipzig bevindt. Het is zeer aannemelijk dat een bestaand persoon model stond voor deze schilderijen. De donkere huidskleur van de geportretteerde, kan te maken hebben met de gewoonte om het gezicht zwart te schilderen (blackface). Op het schilderij in Leipzig valt op dat de nek van Pekelharing een lichtere tint heeft dan zijn gezicht. 
Het schilderij van Pekelharing moet al snel een zekere bekendheid hebben gekregen. Jonas Suyderhoeff maakte een gravure naar het schilderij met een gedichtje eronder ("Siet Monsieur Peeckelhaering an, / Hy pryst een frisse volle kan"). In een verzameling komische anekdotes uit 1648, Nugae venales, was een grote houtsnede van het werk opgenomen. Op twee schilderijen van Jan Steen is het als schilderij-in-een-schilderij te zien. Judith Leyster ten slotte schilderde haar eigen versie.

## Herkomst
Mogelijk hing Pekelharing in de Haarlemse kunstenaarskroeg De Coninck van Vrankcrijk waar Hals zelf stamgast was. De waard van die herberg, Hendrick den Abt, bezat een schilderij van Pekelharing van de hand van Frans Hals dat hij in 1631 samen met andere werken liet veilen. Op Soo de Oude songen, soo pypen de jongen van Steen is Pekelharing ook in een drinklokaal te zien.
Willem VIII van Hessen-Kassel kocht het schilderij voor 1749. Deze landgraaf had een belangrijke collectie schilderijen die later opging in de Gemäldegalerie.

## Afbeeldingen

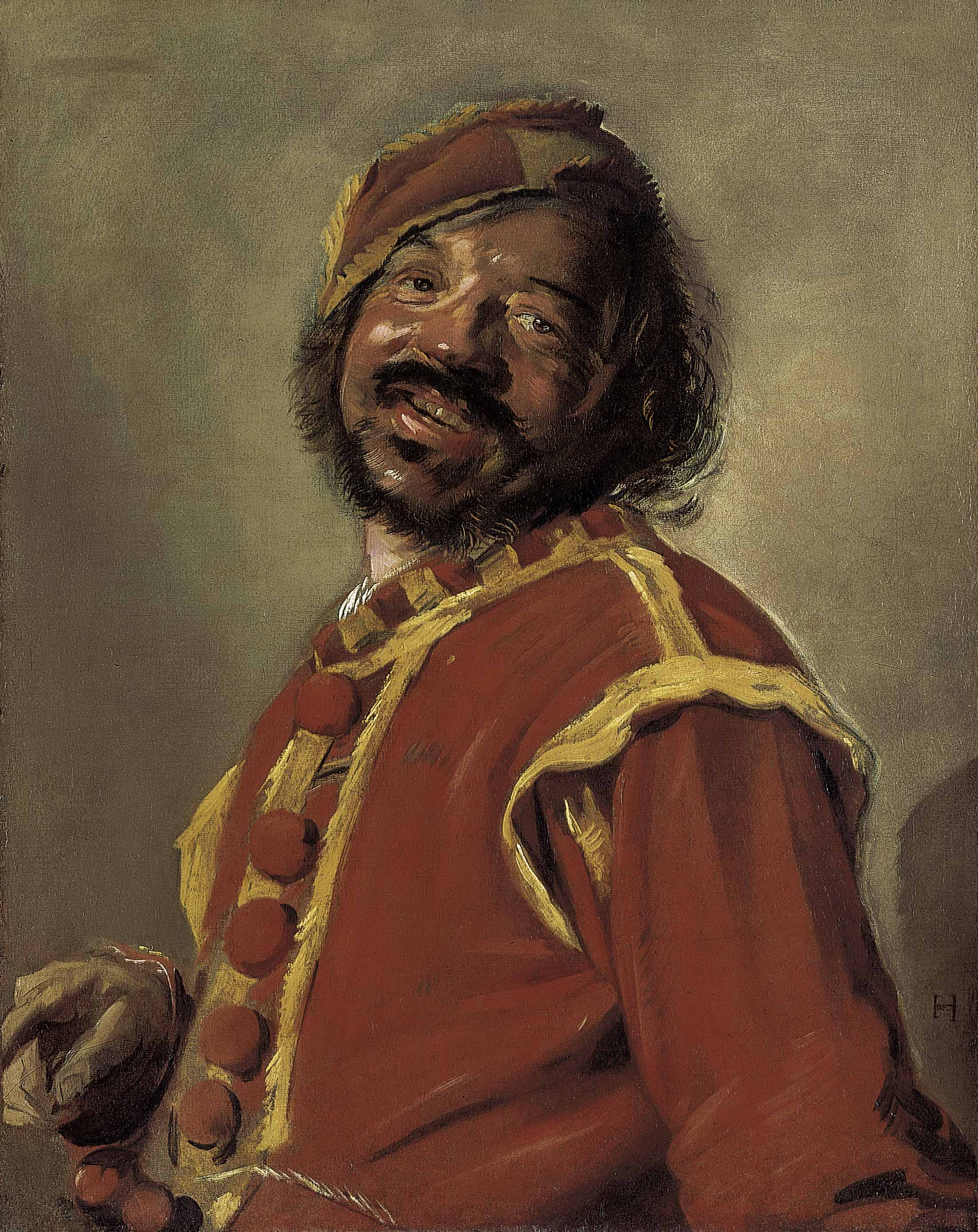
Pekelharing - versie in Leipzig
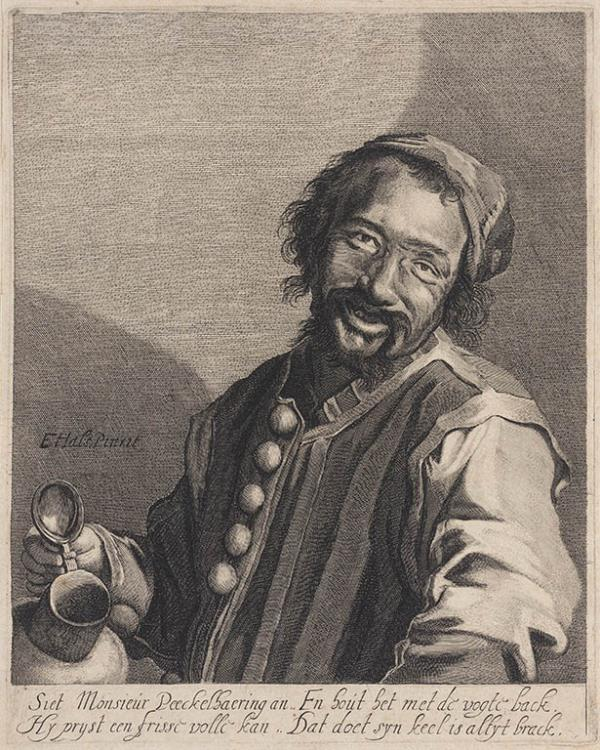
Gravure naar het schilderij van Jonas Suyderhoeff
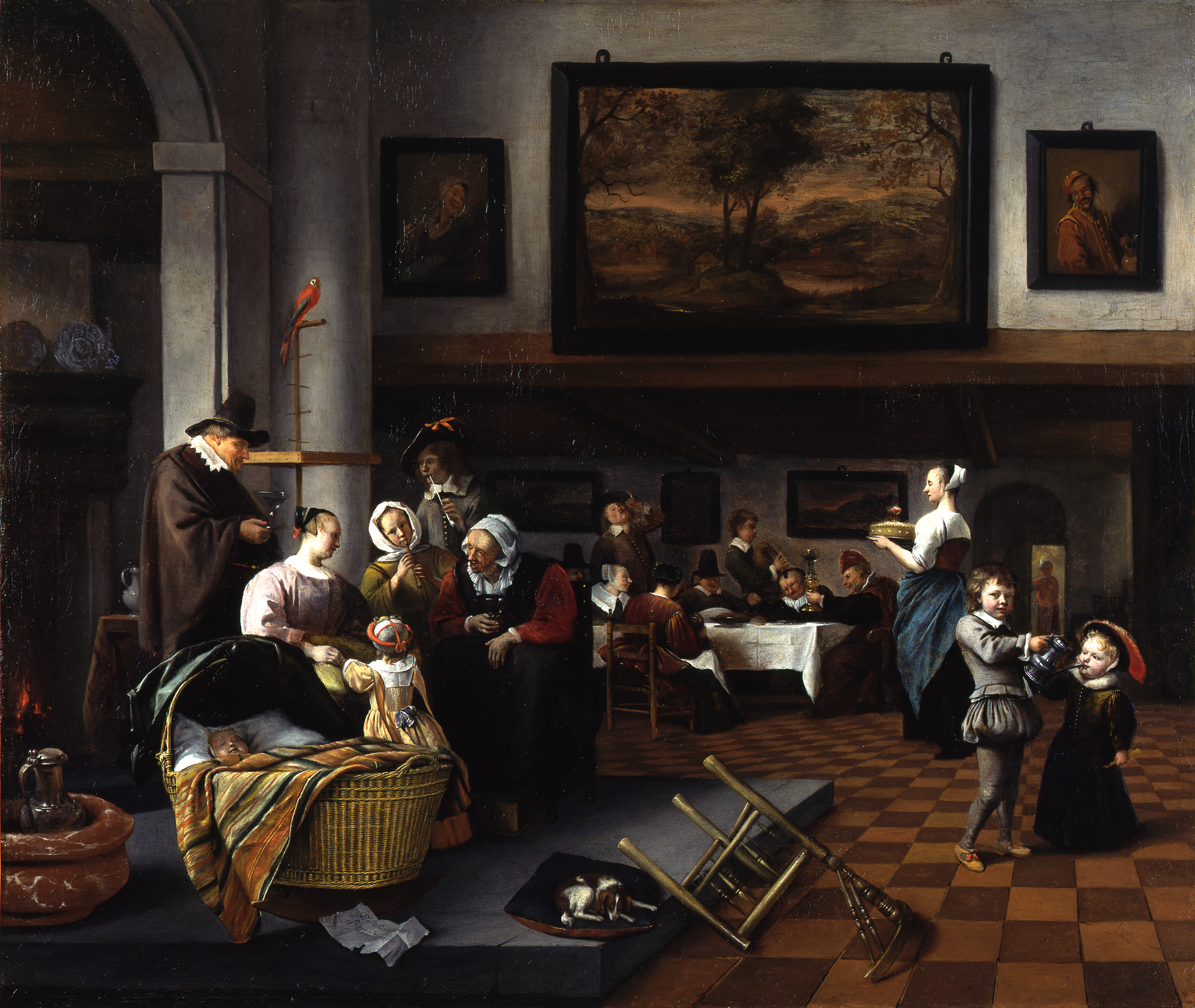
Soo de Oude songen, soo pypen de jongen - Jan Steen
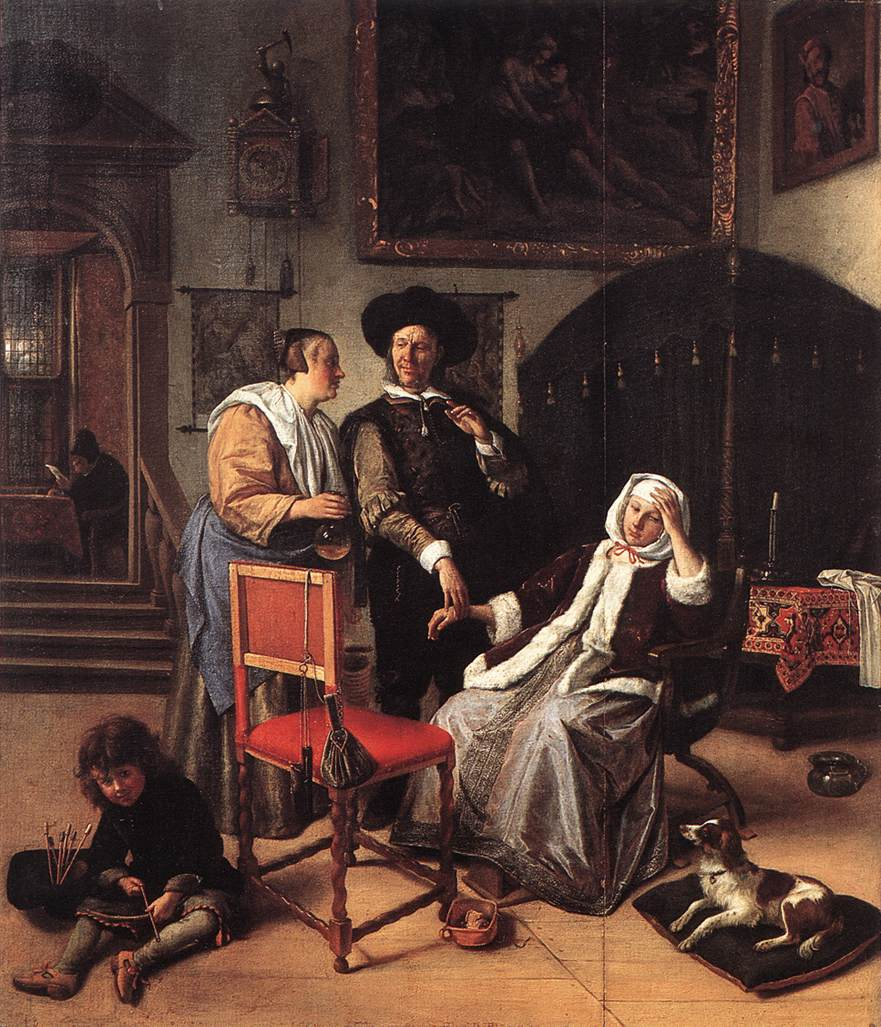
Doktersbezoek - Jan Steen
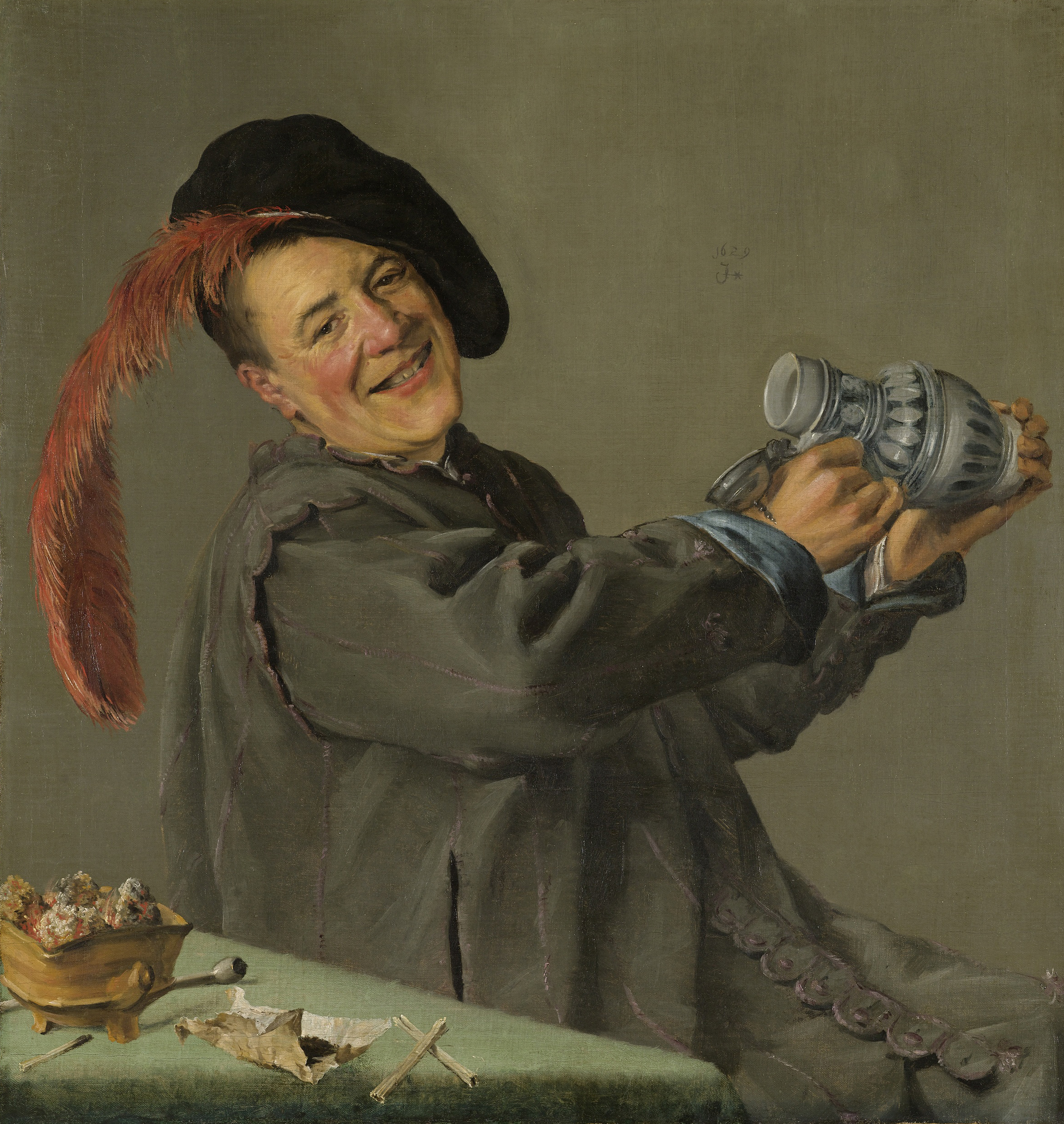
De vrolijke drinker - Judith Leyster